# TAHEA

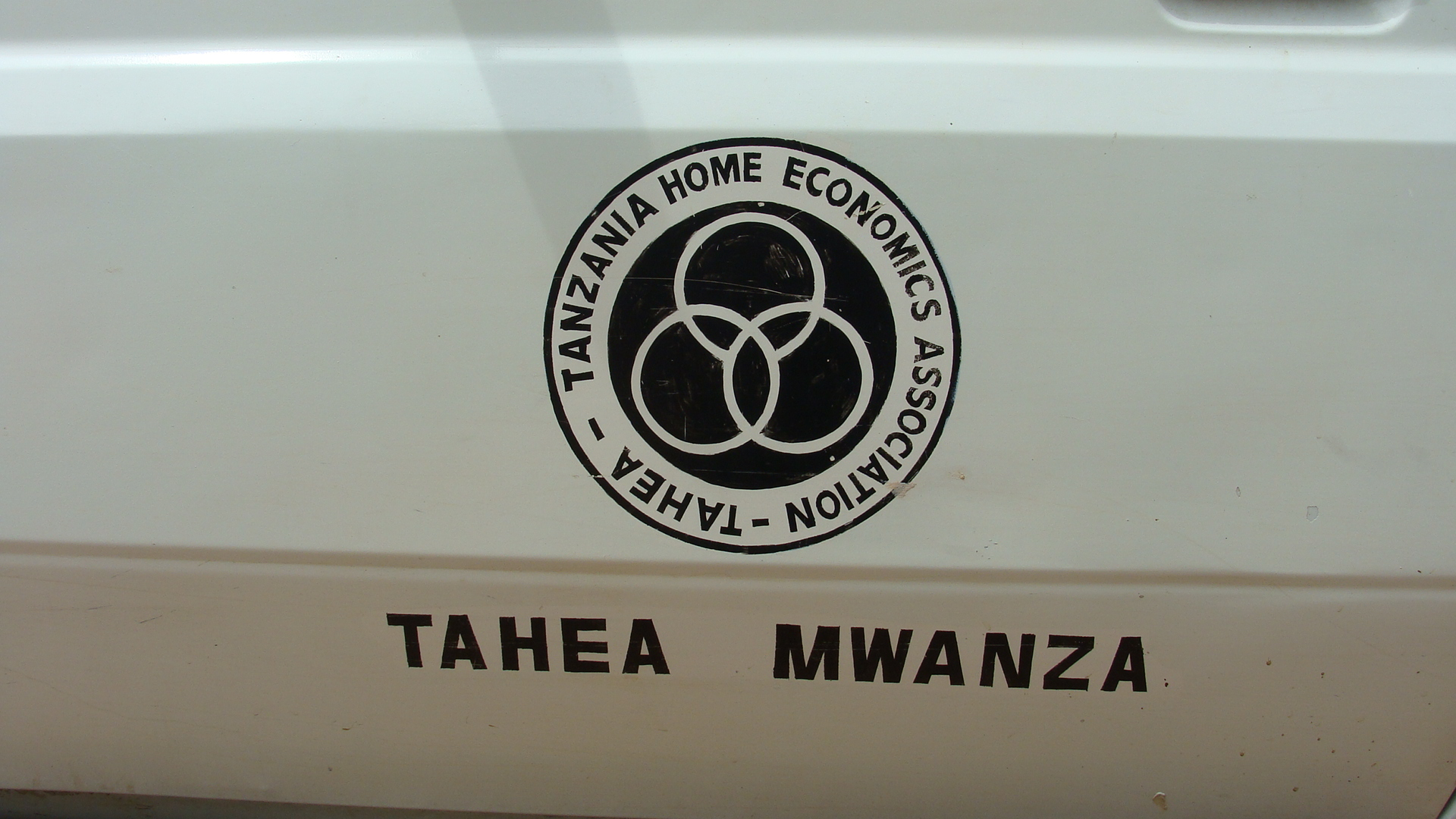
Logo of TAHEA

TAHEA ist eine tansanische Non-Profit- und Nichtregierungsorganisation, die im März 1980 von 17 Hauswirtschaftern gegründet wurde. Mittlerweile ist die Zahl der Mitglieder auf über 1000 angestiegen.

## Ziele und Weltanschauung
TAHEA unterstützt die Idee einer demokratischen Gesellschaft mit verbesserten, nachhaltigen Lebensumständen und einer starken wirtschaftlichen Basis, insbesondere in der Lebensmittelversorgung. In diesem Sinne fördert TAHEA Individuen, Familien und ganze Gemeinden in den Bereichen Hauswirtschaft, Sozialarbeit und Emanzipation, durch Weiterbildungen, Schulungen und Informationsbeschaffung. Um das zu erreichen, beschäftigt TAHEA Experten, die Entwicklungsprozesse anstoßen, überwachen und auswerten, arbeitet aber auch eng mit anderen Organisationen zusammen, die in den gleichen Sektoren tätig sind.
Im Falle der Emanzipation war TAHEA zusammen mit anderen Organisationen maßgeblich daran beteiligt, Parlamentariern wie auch der Bevölkerung Gesetzesentwürfe für mögliche Gleichstellungen, zum Beispiel in der „Land Bill“, nahezulegen.

## Projekte
Insgesamt werden 7 Projekte in den Bereichen Landwirtschaft, Bildung und Gesundheit angeleitet und durchgeführt.

### Landwirtschaft
3 Projekte in den Distrikten Sengerema und Ukerewe umfassen die Förderung des Anbaus von Süßkartoffeln, Gemüse und Maniok zur besseren Abdeckung des Bedarfs an lebenswichtigen Nährstoffen (insbesondere Vitamin A) sowie des sicheren Umgangs mit Lebensmitteln und von Möglichkeiten der Einkommensgenerierung. Dazu zählt auch das Schulen in Weiterverarbeitungs- und Lagerungsprozessen sowie Weiterbildungen zur Reduzierung von Ernteverlusten und zur besseren Vermarktung.
Projekte: „Sweet Potato Promotion Project“, “Enhanced Homestead Food Production”, “Great Lakes Cassava Initiatives Project”.
In den Distrikten Missungwi und Kwimba fördert TAHEA ein Projekt zur Förderung des Anbaus der Purgiernuss, die zur Herstellung von Öl (z. B. für Öllampen oder Kochherde), Seife, Treibstoff und Dünger verwendet wird.  Öl und Seife können dabei verkauft werden, aber auch den eigenen Bedarf decken und dazu beitragen, das Abholzen des Waldes zu vermindern. Außerdem werden auch hier Schulungen in den Bereichen Lebensmittelsicherheit und Haushaltsführung angeboten.
Projekt: „JANI (Jatropha, agriculture and Nutrition Initiative)“.

### Bildung
In den Distrikten Ilemela und Nyamagana ermöglicht das Projekt „Early Childhood Developement“ 3,600 Kindern den Besuch einer Vorschule (pre-school). Das Projekt umfasst dabei das Aktivieren von Spendern und Akteuren, Sensibilisierung im Bezug auf die frühkindlichen Entwicklungen, das Ausbilden der Lehrer und die Entwicklung von an den Kindern orientiertem Lernen und Lehren sowie das Implementieren der dazu nötigen Einrichtungen.  Weiterhin werden Menschen zur Teilnahme an Mikrofinanzprojekten mobilisiert (Einzahlung von höchstens 30 Personen in einen sogenannten Education Fund, der zum Beispiel die Möglichkeit eröffnet, Schulgebühren zu bezahlen), Evaluationen durchzuführen und Eltern in Bezug auf Kinderrechte zu sensibilisieren.
Das MVC (Most Vulnerable Children) Projekt im Ilemela Distrikt ist ein partnerschaftlich organisiertes Projekt zwischen TAHEA und CDIS.  Es ermöglicht Mädchen den Zugang zur weiterführenden Mädchenschule durch das Bezahlen der Schul- und Testgebühren sowie der Uniformen.

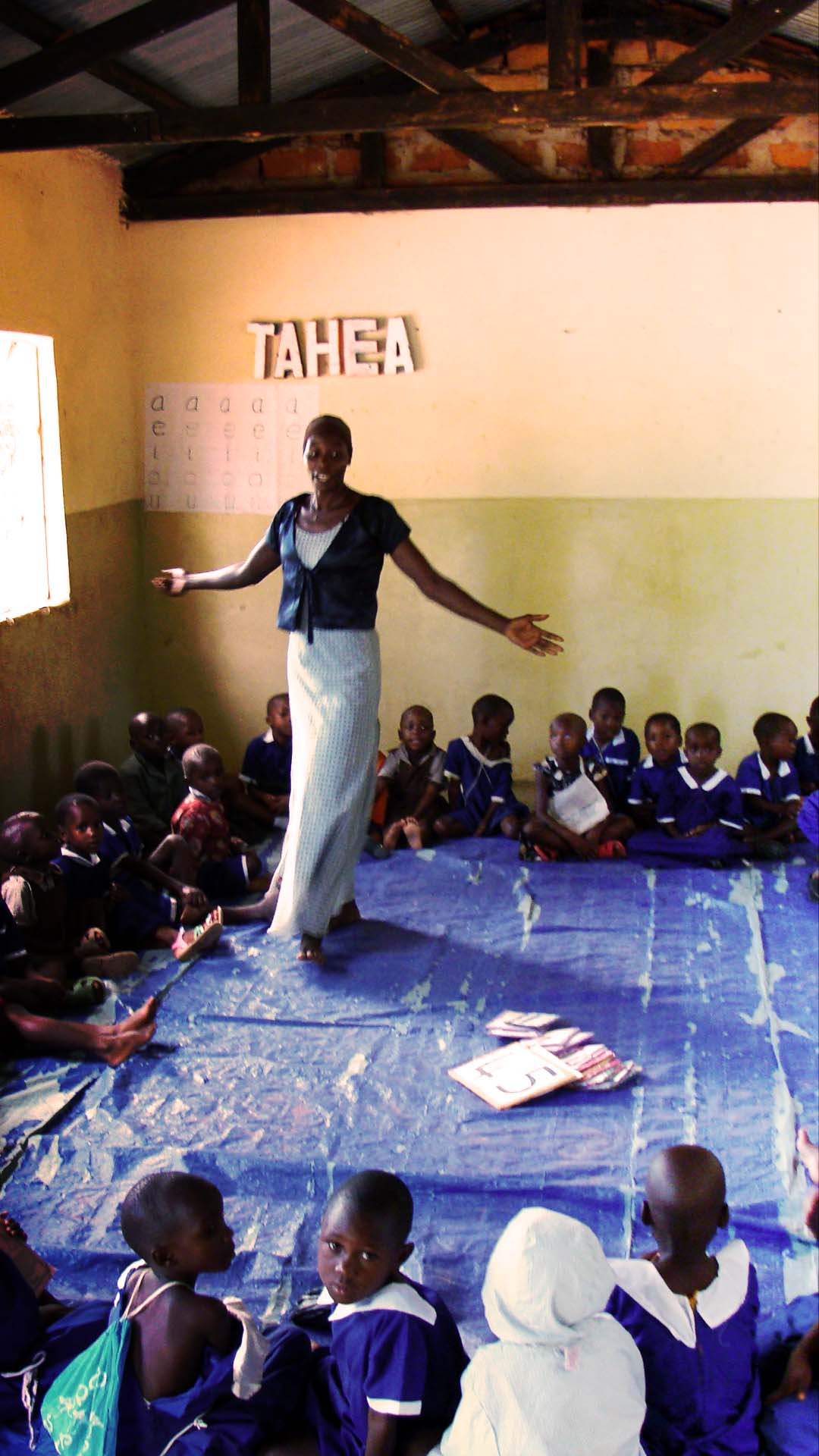
Unterricht mit Fünf- bis Sechsjährigen
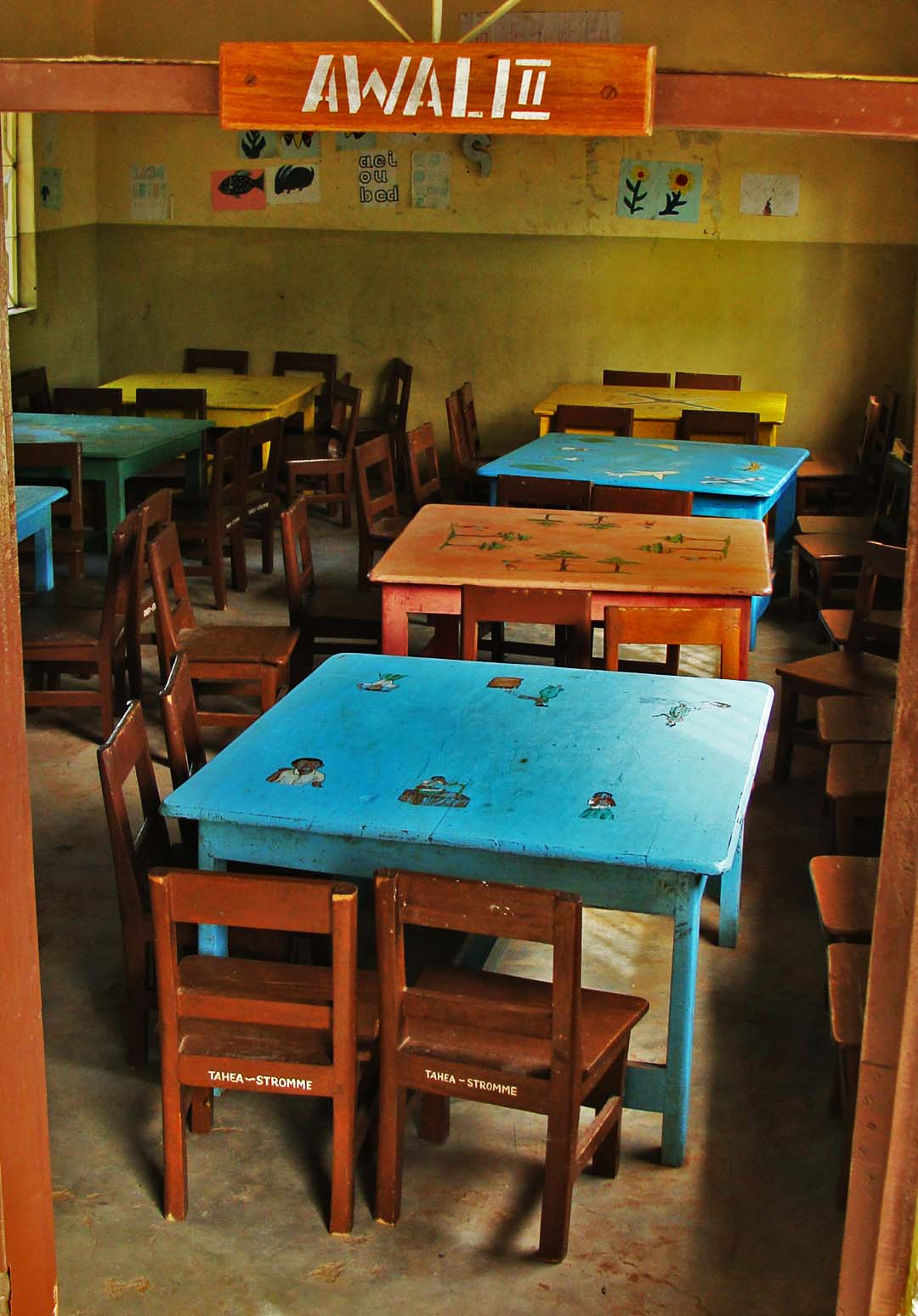
Das Klassenzimmer in Nyamwilolewa
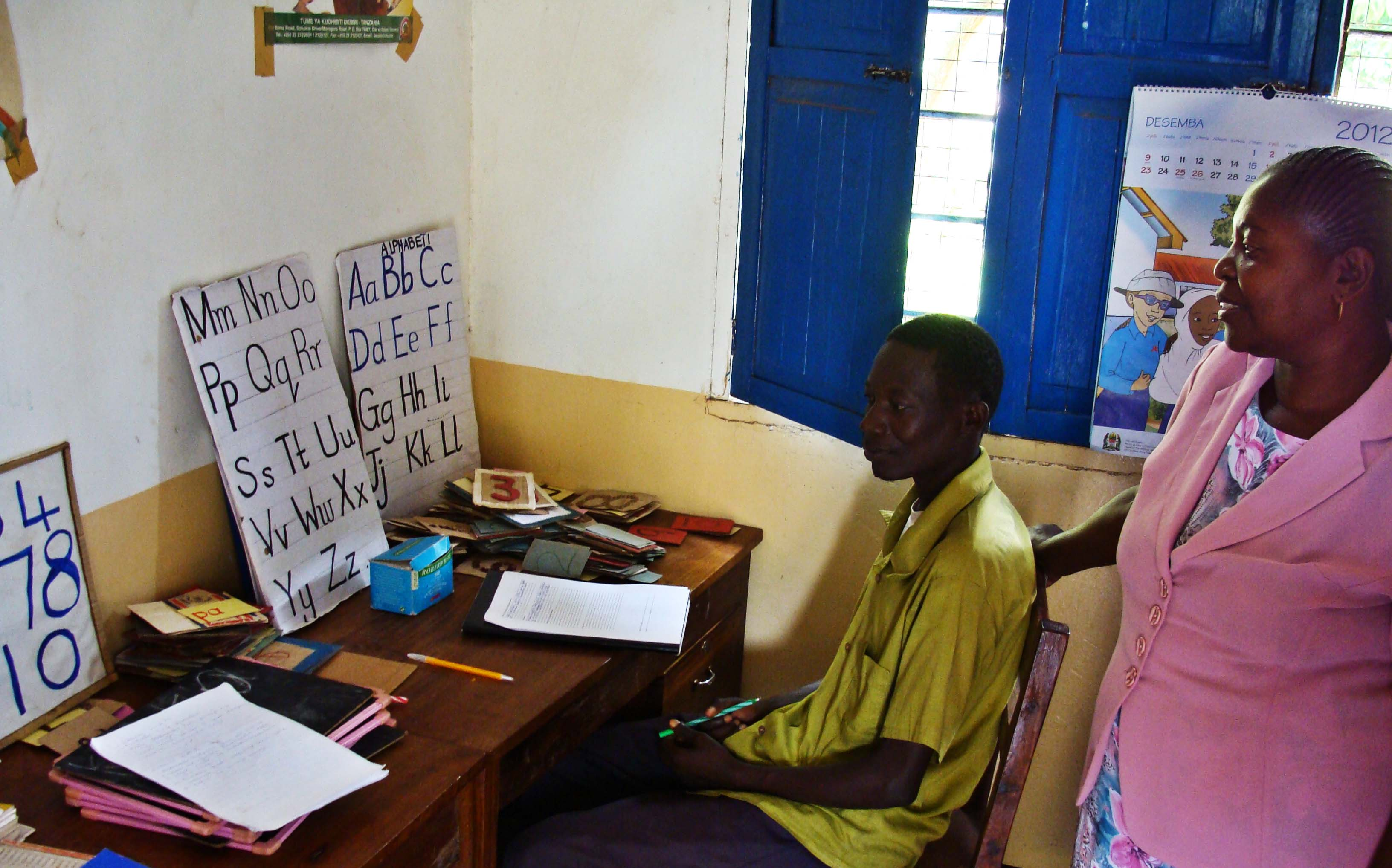
Evaluation der Arbeit in den Vorschulen
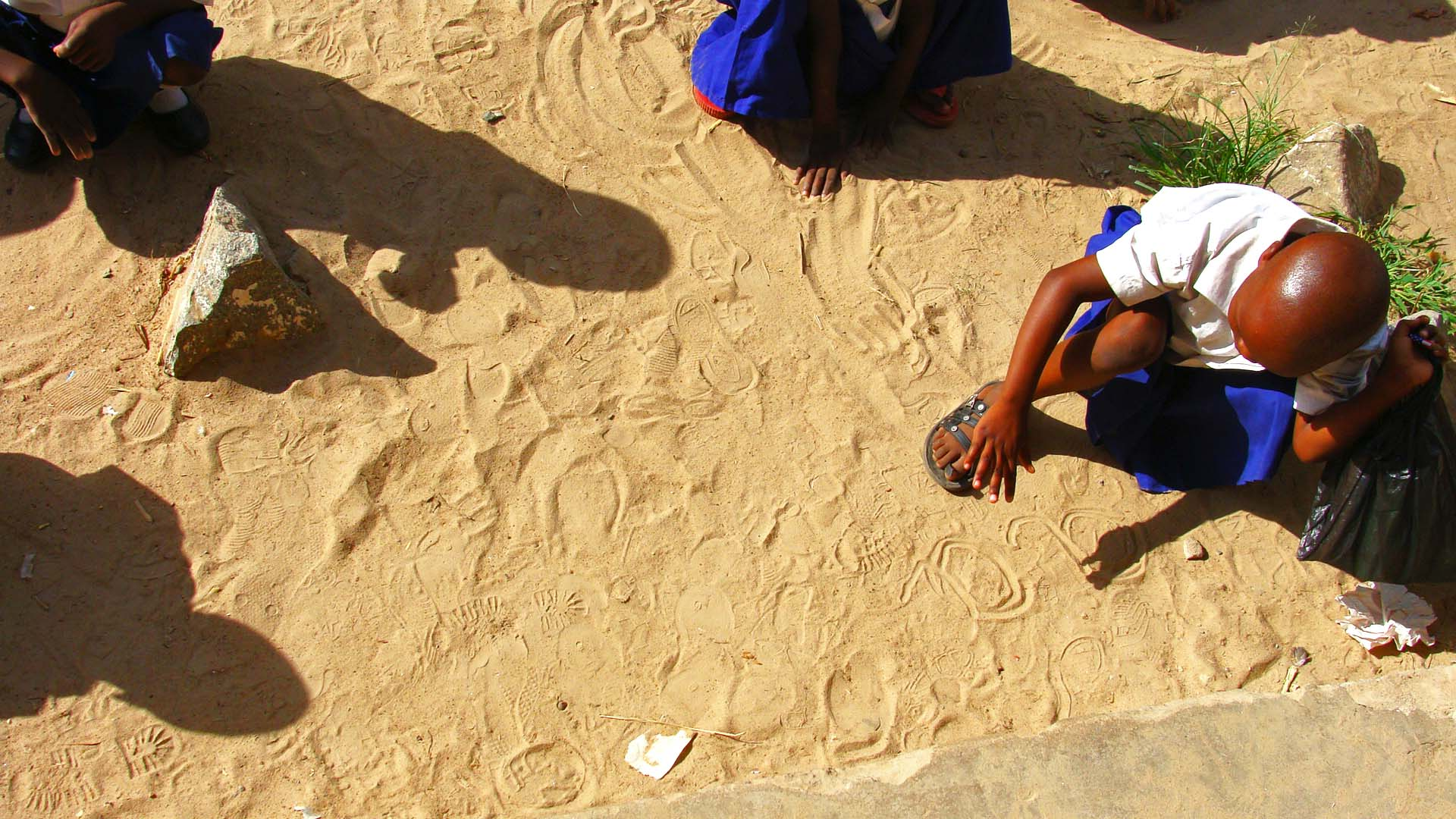
Kreative Lehrmethoden: Kinder zeichnen Buchstaben in den Sand

### Gesundheit
Das „Rural Community Health“ Projekt fördert verbesserte Sanitäre Versorgung (z. B. mit Wasser), nachhaltigen Umgang mit der Umwelt und Gesundheitsfragen für Kinder. In diesem Zusammenhang wurden 600 Gemeindemitglieder in Zusammenarbeit mit dem regionalen Krankenhaus  geschult und ausgebildet. Das Projekt wird gerade den lokalen Behörden übergeben.

### Mikrofinanz

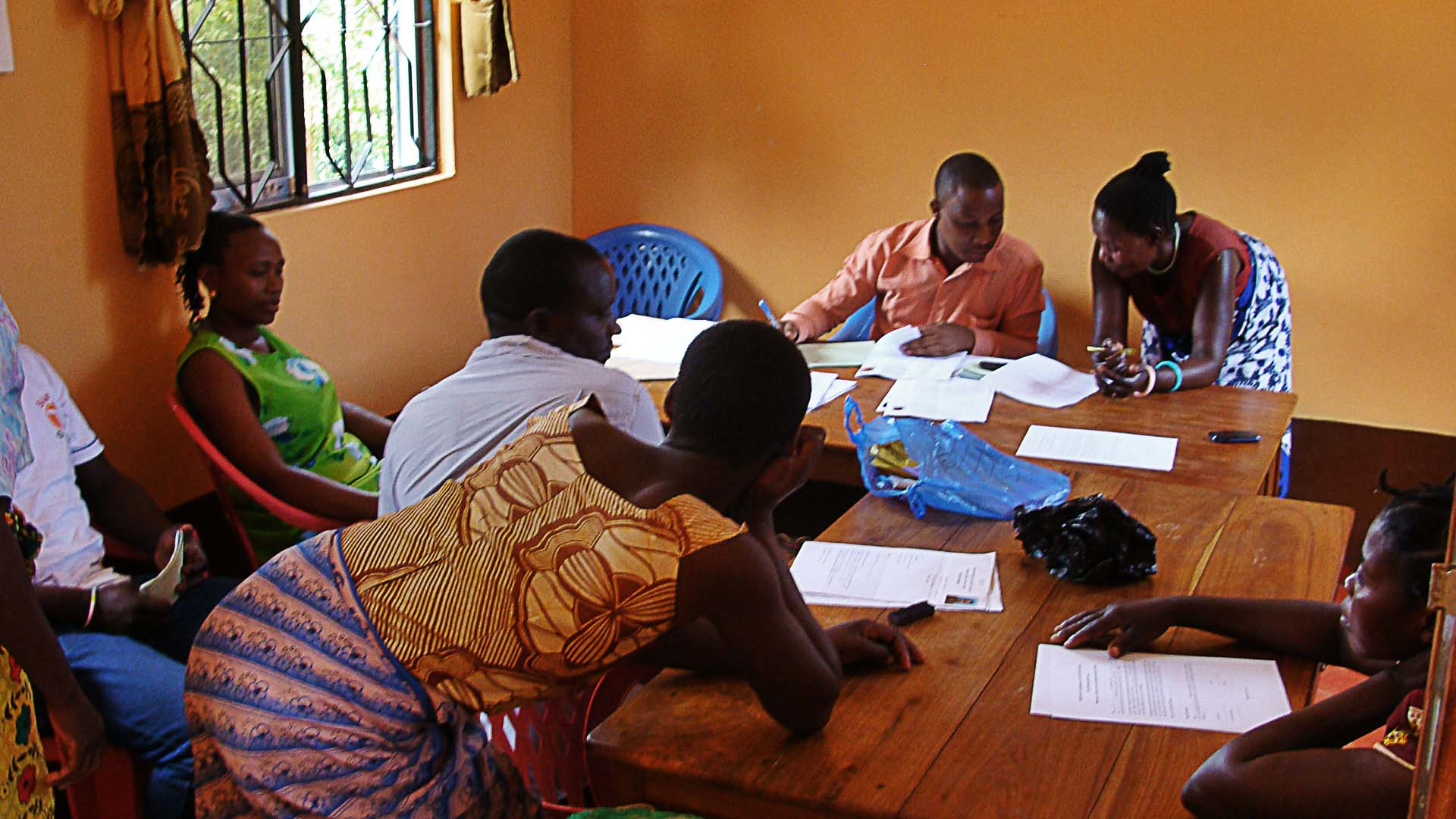
Diskussion einer Gemeinde, die am Mikrofinanzprojekt teilnimmt

Mikrofinanzinstrumente kommen in jedem der sieben Projekte zur Anwendung. Sie ermöglichen das Sparen von Geld wo kein Zugang zu Banken gegeben ist und geben so auch die Möglichkeit in die Gesundheit (im Krankheitsfall) und in die Bildung der Kinder zu investieren.  Außerdem geben zum Beispiel die Mikrokreditinstrumente Bauern die Möglichkeit Geld investieren zu können (z. B. Fahrt zum Markt) um ihre Produkte anschließen gewinnbringend zu verkaufen oder weiterzuverarbeiten. Wie schon erwähnt spielen die Mikrofinanzinstrumente vor allem in den Bildungsprojekten eine große Rolle: Sie garantieren Lehrern ihr Einkommen und den Familien die Möglichkeit die Schulgebühren auch bei Engpässen zu bezahlen.

## Angezielte Bevölkerung

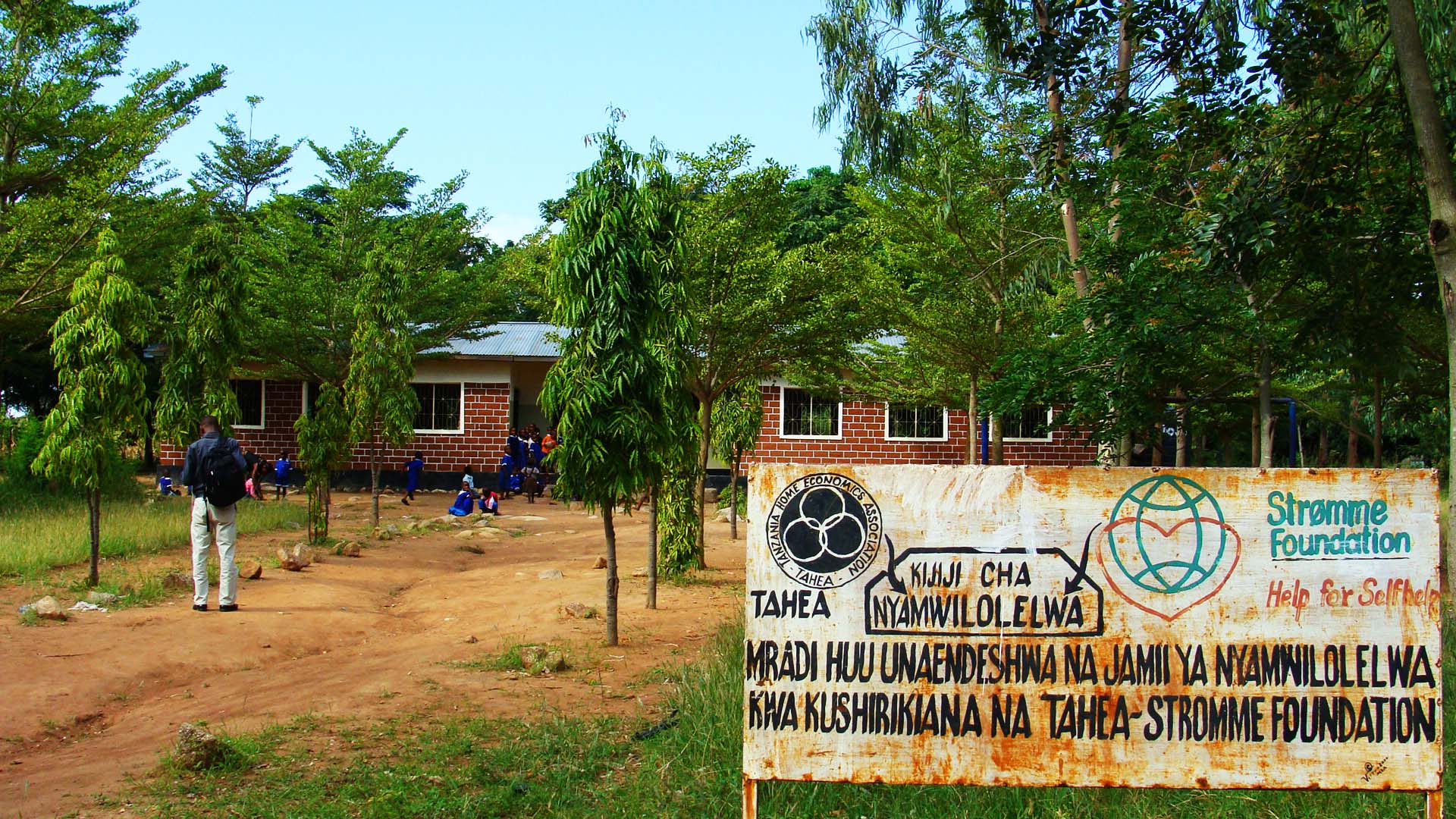
TAHEA Vorschul-, Mikrofinanz- und Ausbildungscenter

Anvisiert werden durch die Projekte insgesamt 25,495 Menschen. Diese sind in 1.013 Gruppen unterteilt. Die Mikrofinanzinstrumente akkumulieren insgesamt einen Betrag von ca. 483,000 $ wobei sich 15,000 Menschen 2012 Beträge geliehen haben. Die durchschnittliche Größe einer Mikrofinanzgruppe liegt bei 25 Personen, dies garantiert sichere Zahlungsmoralen, da die Dorfbewohner bei nicht zurückzahlen ihr „Gesicht verlieren“ würden.